# João I, Duque de Cleves
João I, Duque de Cleves, Conde de Mark (em alemão:  Johann I., Herzog von Kleve, Graft von der Mark; 16 de fevereiro de 1419 – 5 de setembro de 1481) foi um Duque de Cleves, Conde de Mark e Senhor de Ravenstein.

## Biografia
João I era o filho de Adolfo I, Duque de Cleves e de Maria de Borgonha (filha do duque João, Sem Medo). Foi criado em  Bruxelas, na corte do seu tio Filipe III, o Bom, Duque de Borgonha.
Em 1441 herdou de seu pai o Ducado de Cleves e o Senhorio de Ravenstein e, em 1461, com a morte do seu tio Gerardo, Conde de Mark, herda o Condado de Mark, que este adquirira após um conflito com o seu irmão mais velho.
João I participou em três conflitos com o Arcebispo-Eleitor de Colónia e, por fim, derrotou o Arcebispo-eleitor Ruperto do Palatinado, conquistando as cidades de Xanten e Soest. Nestas guerras, foi apoiado pelo seu tio Filipe III, Duque da Borgonha, colocando Cleves-Mark na esfera de influência Borgonhesa .
O seu casamento com Isabel, Condessa de Nevers, que pertencia a uma linha collateral da Casa de Borgonha, acentuou esta influência.
Também tomou partido na Disputa diocesana de Münster apoiando o pretendente da Casa de Hoya.
João foi também feito cavaleiro da Ordem do Tosão de Ouro em 1451, com a qual ele foi retratado por Rogier van der Weyden.
Em 1473 ele ajudou o Duque Carlos, Duque da Borgonha na conquista do Ducado de Gueldres.

## Casamento e descendência
A 22 de abril de 1455 João I casou com Isabel de Nevers, filha de João II, Conde de Nevers. Deste casamento nasceram seis filhos:
- João II, Duque de Cleves (Johann) (1548-521), que lhe sucedeu nos estados e casou com Matilde de Hesse;
- Adolfo (Adolf) (1461–1525);
- Engelberto (Engelbert) (1462–1506) Conde de Nevers, que casou com Carlota de Bourbon-Vendôme;
- Teodorico (Dietrich) (1464);
- Maria (Marie) (1465–1513);
- Filipe (Philip) (1467–1505), Bispo de Nevers, de Amiens e de Autun.

## Brasão de armas
| Brasão | Descrição |
| ------ | --- |
|        | Brasão de João I, Duque de Cleves e Conde de Mark Partido; no 1 de Cleves, no 2 de Mark. Timbre: o touro de gules de Cleves coroado e armado de ouro Ornado com o grande Colar de cavaleiro da Ordem borgonhesa do Tosão de Ouro. |